# 圖丹入侵
圖丹入侵（俄语：Дюденева рать）是指1293年欽察汗國君主脫脫的兄弟图丹進攻弗拉基米尔-苏兹达尔大公国的一次战役，期间有14个弗拉基米尔-苏兹达尔大公国的城市被占领和摧毀。